# روبرت فون تراب
روبرت فون تراب (بالألمانية: Rupert von Trapp؛ بالإنجليزية: Rupert von Trapp) هو مغني نمساوي وأمريكي، ولد في 1 نوفمبر 1911 في بولا في كرواتيا، وتوفي في 22 فبراير 1992 في ستو في الولايات المتحدة بسبب مرض.